# Liga Femenina de Baloncesto 1965
La temporada 1965 del Liga Femenina de Baloncesto fue la 2ª temporada de la liga femenina de baloncesto. Se disputó en 1965, culminando con la victoria de CREFF Madrid.

## Sistema de competición
Primera fase
- Dos grupos de 5 equipos cada uno, donde juegan todos contra todos los de su grupo a dos vueltas.
- Los dos primeros de cada grupo se clasifican para la Fase final.

Fase final
- Los equipos se encuadran en un único grupo, donde juegan todos contra todos a una vuelta en una sede fija.

## Primera fase

### Grupo A
| Pos. | Equipo               | PJ | G | P | PF  | PC  | DP   | Pts | Clasificación o descenso   |
| ---- | -------------------- | -- | - | - | --- | --- | ---- | --- | -------------------------- |
| 1    | CREFF Madrid         | 8  | 7 | 1 | 355 | 259 | +96  | 15  | Clasifican a la Fase final |
| 2    | Alhamar Granada      | 8  | 6 | 2 | 349 | 261 | +88  | 14  | Clasifican a la Fase final |
| 3    | Medina La Coruña     | 8  | 5 | 3 | 326 | 273 | +53  | 13  |                            |
| 4    | Medina Madrid        | 8  | 2 | 6 | 275 | 311 | −36  | 10  |                            |
| 5    | Medina San Sebastián | 8  | 0 | 8 | 211 | 412 | −201 | 8   |                            |

 Fuente: BRD

### Grupo B
| Pos. | Equipo            | PJ | G | P | PF  | PC  | DP   | Pts | Clasificación o descenso   |
| ---- | ----------------- | -- | - | - | --- | --- | ---- | --- | -------------------------- |
| 1    | Indo Barcelona    | 8  | 8 | 0 | 364 | 209 | +155 | 16  | Clasifican a la Fase final |
| 2    | Real Zaragoza     | 8  | 5 | 3 | 288 | 329 | −41  | 13  | Clasifican a la Fase final |
| 3    | Picadero Damm     | 8  | 4 | 4 | 269 | 273 | −4   | 12  |                            |
| 4    | Royce Dimar       | 8  | 2 | 6 | 242 | 268 | −26  | 10  |                            |
| 5    | Juventud Fantasit | 8  | 1 | 7 | 229 | 313 | −84  | 9   |                            |

 Fuente: BRD

## Fase final
La Fase final se disputó entre el 9 y 11 de marzo de 1965 en Madrid.
| Pos. | Equipo          | PJ | G | P | PF  | PC  | DP  | Pts | Clasificación o descenso |   | CRE | IND   | GRA   | ZAR   |
| ---- | --------------- | -- | - | - | --- | --- | --- | --- | ------------------------ | - | --- | ----- | ----- | ----- |
| 1    | CREFF Madrid    | 3  | 3 | 0 | 150 | 119 | +31 | 6   | Campeón                  |   | —   | 60–40 | 38–34 | 52–45 |
| 2    | Indo Barcelona  | 3  | 2 | 1 | 127 | 139 | −12 | 5   | Renuncia la categoría    |   | –   | —     | 47–43 | 40–36 |
| 3    | Alhamar Granada | 3  | 1 | 2 | 124 | 125 | −1  | 4   |                          |   | –   | –     | —     | 47–40 |
| 4    | Real Zaragoza   | 3  | 0 | 3 | 121 | 139 | −18 | 3   |                          | – | –   | –     | —     |       |

 Fuente: BRD

## Postemporada
- Campeonas de la Liga Femenina de Baloncesto 1965: CREFF Madrid (2º título).
- Clasificadas para Copa de Europa 1965-66: CREFF Madrid.
- Descendidas a Segunda División:  Indo Barcelona (renuncia a la categoría).
- Ascendidas de Segunda División:  Estudiantes Vigo y Argentona Molfort's.